# Repubblica partigiana di Montefiorino
La Repubblica partigiana di Montefiorino (conosciuta più semplicemente anche come Repubblica di Montefiorino) è un territorio che durante la resistenza si autoproclamò indipendente dal 17 giugno al 1º agosto 1944.
Il territorio era parte delle zone montane della provincia di Modena e della provincia di Reggio Emilia, un'area di circa 1200 km² e comprendente gli attuali comuni di Montefiorino, Frassinoro, Prignano sulla Secchia, Palagano (all'epoca facente parte del comune di Montefiorino da cui si è reso autonomo nel dopoguerra), Polinago, Toano, Villa Minozzo, e Ligonchio. È stata spesso erroneamente indicata come il primo esempio di governo autonomo in lotta contro l'occupazione tedesca dell'Italia settentrionale, anche se, in realtà, la prima repubblica partigiana di cui si ha notizia fu la Libera Repubblica del Corniolo, costituita il 2 febbraio 1944 nell'Appennino forlivese dal comandante Riccardo Fedel.
Alla data dell'8 settembre 1943 si trovavano nella zona i reparti di allievi ufficiali dell'accademia militare di Modena per il campo estivo che subirono la smobilitazione, come la quasi totalità dei reparti dell'esercito, nel caos e nella disorganizzazione della resa dell'Italia agli Alleati da parte del governo di Badoglio. I militari, ufficiali, allievi e soldati, in mancanza di ordini, si dispersero, lasciando in qualche caso alcune armi e munizioni di cui si servirono poi gli antifascisti locali per compiere azioni di guerriglia nei confronti dei presidi fascisti assieme ad un gruppo di partigiani salito dalla vicina città di Sassuolo già nel novembre del 1943. Fra questi è la singolare figura dell'operaia comunista Norma Barbolini, che fu effettivamente partigiana combattente (nonché comandante di una brigata formata anche da uomini) e non staffetta partigiana (cioè portaordini o comunicazioni)

## La strage di Monchio, Susano e Costrignano
La nascita delle prime formazioni partigiane della montagna dedicate ad attività di disturbo dei movimenti di reparti fascisti o tedeschi provocò una reazione durissima. Questi reparti, in forze e con potente armamento, il 18 marzo 1944 di primo mattino raggiunsero Montefiorino e dalla rocca iniziarono un intenso cannoneggiamento delle frazioni del comune poste sull'altro fianco della valle del Dragone mentre le truppe, protette dall'artiglieria, salivano dal torrente verso questi piccoli centri incendiando le case ed uccidendo le persone che incontravano senza eccezione di donne e bambini, mentre gli uomini che si salvavano erano catturati e costretti a portare pesanti casse di munizioni e trucidati poi finito il trasporto.
Questa azione condotta in forze dai tedeschi è detta Strage di Monchio, Susano e Costrignano dal nome dei paesi maggiormente colpiti e comportò l'uccisione di 136 persone, uomini, donne ed anche bambini di pochi mesi, e la distruzione di 150 case prevalentemente a Monchio. 
Scampò per caso la morte uno dei due maestri elementari di Costrignano, che deve questa fortuna all'essere un violinista dilettante. Forse per trarne conforto e distrazione del pensiero, mentre i tedeschi stavano per raggiungere la sua abitazione suonava musica classica tedesca; un ufficiale tedesco amante della musica lo graziò, mentre non fu graziato l'altro maestro di nome Ceccherelli, a cui nel dopoguerra è stata intitolata una scuola elementare modenese. Esempio questo di come la vita delle persone a quel tempo fosse condizionata non solo dalla guerra ma anche dagli umori del momento di chi aveva il comando di truppe regolari o irregolari.
Mentre di altri fatti simili si sono interessati largamente e più volte i mezzi di comunicazione di massa nazionali, se ne sono cercati i responsabili e si sono celebrati processi, di questa strage si è parlato poco, è rimasta una tragedia nota solo localmente e gli unici ricordi ad essa dedicati, oltre all'intitolazione della scuola al maestro ucciso, sono il nome di vie con i nomi dei paesi colpiti in alcuni comuni del modenese, le fotografie dei morti accomunate a quelle dei partigiani modenesi morti durante la Resistenza che si trovano nel modesto "Sacrario della Resistenza" posto alla base della Ghirlandina di Modena e la realizzazione del Parco di S. Giulia nella zona di Monchio.
Dopo il rastrellamento in Val Dragone i tedeschi si spostarono nel Reggiano nella zona di Villa Minozzo dove nei giorni precedenti c'erano stati alcuni scontri con i partigiani. Dopo un tentativo fallito di sorprendere i partigiani il comando tedesco ordinava l'attacco al piccolo paese di Civago dove i militari distrussero o danneggiarono cinquanta case e uccisero tre persone che non erano riuscite a fuggire in tempo, contemporaneamente venne attaccato un altro piccolo paese, Cervarolo, e qui dopo aver saccheggiato e appiccato il fuoco radunarono ventiquattro persone fermate compreso il parroco e le fucilarono. Il giorno dopo saccheggiarono e incendiarono il borgo di Riparotonda in Val d'Asta, ma gli uomini di questa località riuscirono a salvarsi.
Lo scopo di queste stragi, oltre che l'eliminazione dei partigiani presenti, era evidentemente quello di dissuadere la popolazione dall'aiutarli, ma ottenne il risultato contrario perché generò un sentimento di vendetta determinando una maggiore partecipazione dei valligiani alla lotta con aumento delle azioni di disturbo e di attacco ai presidi che fascisti e tedeschi avevano creato nella zona.
Nella zona di Monchio e in particolare nel sovrastante monte detto di Santa Giulia dalla presenza alla sua sommità di una piccola pieve romanica del XII secolo dedicata alla santa, operò una brigata di Giustizia e Libertà emanazione del Partito d'Azione, comandata dallo studente dell'Università di Modena Mario Allegretti che perse la vita in combattimento coi tedeschi che distrussero anche la chiesetta, ricostruita fedelmente nel dopoguerra. A Mario Allegretti è intitolata la Casa dello studente dell'Università di Modena.

## Il parco della resistenza del monte di Santa Giulia
Punto di riferimento storico della strage di Monchio e della Repubblica di Montefiorino è il "Parco della Resistenza del Monte Santa Giulia" istituito dalla Provincia di Modena per il notevole valore ambientale e di diversificazione della flora. Il parco, che si estende per circa ventisette ettari totalmente ricoperto di boschi prevalentemente con castagni, querce e carpini alternati a prati e pascoli, ha un alto valore didattico rivolto ai cittadini e alle scuole.
All'ingresso del parco ai piedi della salita che porta alla chiesetta è il "Memorial santa Giulia" costituito da quattordici giganteschi monoliti nella pietra caratteristica dell'Appennino opere di scultori italiani e di altre nazioni (dall'Argentina, ad Haiti, alla Polonia, al Giappone, a Formosa, alla Romania, ad Israele), tutti diversi per formazione, gusto e tradizione che hanno voluto rappresentare con linguaggi diversi gli ideali di libertà che sorressero uomini in arme e civili al tempo della lotta partigiana. L'ideatore del Memorial e artefice di uno dei monoliti Italo Bortolotti afferma che il Memorial "prima di ogni altra cosa è un crocevia di culture", culture diverse e lontane ma unite a rappresentare ideali di libertà e giustizia.

## La repubblica partigiana

### La nascita della repubblica
Ad infoltire le schiere dei primi partigiani fu soprattutto la fuga in montagna di giovani che si sottrassero al bando di leva decretato dalla Repubblica Sociale Italiana fascista. Questo bando fallì perché intendeva coinvolgere nella guerra assieme ai tedeschi anche tutti i giovani italiani della parte d'Italia non occupata dagli Alleati, ma ottenne lo scopo di coinvolgere soltanto i simpatizzanti o coloro che non se la sentirono di esporsi al rischio di essere considerati disertori e, nel contempo, determinò la decisione di molti di disobbedire al bando e di unirsi ai partigiani.
A Montefiorino e nei comuni che faranno poi parte della repubblica partigiana si calcola che si concentrarono circa 5000 partigiani.
La data d'inizio della Repubblica partigiana può farsi risalire al 17 giugno 1944, quando fu occupata, da partigiani di matrice laica e cattolica, la Rocca di Montefiorino presidiata dai fascisti. A Montefiorino, in seguito si installò anche il comando della Divisione Modena Armando, espressione del partito comunista e composta da diverse brigate, a capo della quale era Mario Ricci noto appunto col nome di battaglia di Armando.

### L'organizzazione militare
Al comandante militare Armando era affiancato un "commissario politico" secondo il modello dei reparti militari sovietici.
Un altro reparto, ma di matrice cattolica, aveva sede a Fontanaluccia, località del comune di Frassinoro, a sud di Montefiorino verso il crinale di confine con la Garfagnana. Era comandata da Ermanno Gorrieri. Tale reparto divenne in seguito nucleo su cui crebbe la Brigata Italia. 
Altre divisioni e reparti si trovavano negli altri comuni, tra cui, in particolare, non seconda a quella di Armando, era il distaccamento del comandante Marcello (succeduto come comandante al partigiano Giovanni Rossi, ucciso pare durante il sonno per non aver accettato il commissario politico comunista).
Si pose allora il compito di unificare i vari reparti partigiani della zona liberata, si venne pertanto nella decisione di costituire il Corpo d'Armata Centro Emilia con sede del comando a Montefiorino. Come comandante viene designato Mario Ricci (Armando) che ha uno staff composto dal vice comandante Riccardo Cocconi (Miro), commissario Didimo Ferrari (Eros), vice commissario Osvaldo Poppi (Davide), capo di stato maggiore Mario Nardi. Il Corpo d'Armata comprendeva sei divisioni, quattro modenesi e due reggiane ed altri reparti, oltre a quello di Fontanaluccia, gli altri intorno a Montefiorino utilizzati come battaglioni di riserva: il battaglione democristiano, e quello russo composto appunto da russi sfuggiti ai tedeschi e da partigiani di altre nazionalità, comandato da Vladimir Pereladov (commissario politico Anatolij Tarassov).
Queste formazioni vennero poi inquadrate in un'altra divisione al comando di Mario Nardi che conservò ugualmente il ruolo di capo di stato maggiore del corpo d'armata. La zona libera attira poi inevitabilmente anche reparti partigiani che operano in zone limitrofe, dalla valle dello Scoltenna, dall'Appennino bolognese e dalla Garfagnana. Le difficoltà di governare una grande massa di uomini che però vogliono mantenere la loro autonomia non è poca e non mancano anche alcuni contrasti.

### Il rapporto con le popolazioni locali
Risolti problemi e militari, il comando partigiano dovette necessariamente occuparsi di soddisfare oltre alle esigenze militari anche a quelle politiche, logistiche, sociali e di amministrazione delle popolazioni coinvolte. Si ripararono alcuni ponti e strade, fu creato un parco macchine con automezzi a metano ricavato da un impianto di pozzi già esistente in comune di Frassinoro, si cercò di risolvere il problema alimentare utilizzando le risorse della zona dedicata ad una povera agricoltura di montagna di modesti coltivatori diretti.
Venne affrontato anche il problema della democrazia e dell'amministrazione dei diversi comuni: si crearono infatti giunte popolari formate dai capi famiglia che elessero i sindaci dei comuni. A Fontanaluccia si creò un "Ospedale partigiano", in questa zona vi furono anche alcuni lanci paracadutati di armi, munizioni ed altro materiale da parte degli Alleati.
Si cercò di sanare gli attriti che inevitabilmente si potevano verificare fra le popolazioni e i partigiani facendo informazione e formazione politica mediante comizi, assemblee e incontri con i partigiani. Il contadino montanaro, attaccato tradizionalmente alle sue povere cose, non poteva certamente approvare, e mal sopportava, di essere espropriato del proprio maiale, o di un bovino allevati con cura, oppure del sacco di grano prodotto con fatica, col solo rilascio di una specie di cambiale di pagamento a cura del futuro governo italiano a guerra terminata.
La giustizia fu affidata a un tribunale partigiano e si formò anche un reparto di polizia partigiana. alcuni processi furono di tipo sommario, conclusi a volte con la fucilazione. Ermanno Gorrieri nel suo libro sulla storia della Repubblica di Montefiorino riferisce il caso di un partigiano giustiziato con questa rapida e violenta procedura, mentre un altro caso ha suscitato recentemente polemiche da parte del figlio di un condannato a morte.
Si tratta di Olimpio Corti, barbiere e fotografo di Montefiorino (questo strano connubio professionale era dovuto alla impossibilità di ottenere sufficienti risorse esercitando uno solo dei due mestieri). Durante la guerra Corti si spostava nelle diverse località della zona fotografando a pagamento sia i fascisti e nazisti che i partigiani. Per questi rapporti e per gli spostamenti che faceva fu accusato di essere una spia e fu ucciso mediante fucilazione su ordine di Nello Pini, comandante partigiano noto per i suoi eccessi e le uccisioni non giustificate. Il comando partigiano preoccupato per questa situazione dopo aver cercato inutilmente di porvi rimedio con l'immissione di persone fidate nella sua formazione, fece arrestare e giustiziare il Pini.
Recentemente il figlio Aldo Corti, già prigioniero di guerra in Russia che, rientrato in Italia continuò il lavoro del padre, ha messo a disposizione l'archivio fotografico di famiglia per una mostra organizzata nella rocca di Montefiorino. In un catalogo illustrativo delle immagini in mostra corredato da un testo che fornisce notizie biografiche del fotografo è riportata anche la versione del figlio che afferma essere certo che l'accusa di spionaggio era falsa ed inventata per far fuori il padre che, con la sua attività, urtava un fotografo di un altro paese il quale avrebbe escogitato questo modo spiccio e cruento di liberarsi della concorrenza sgradita.
L'archivio fotografico Corti è ora acquisito definitivamente dal "Museo Comunale di Raccolte Fotografiche Modenesi G.Panini" di Modena. Una interessante osservazione si può fare a proposito di molte fotografie che ritraggono partigiani e fascisti, gli atteggiamenti spavaldi sono gli stessi negli uni e negli altri, tutti si fanno fotografare impugnando le armi che sono puntate verso un ipotetico nemico o si mimano combattimenti e improbabili assalti, in un clima quasi infantile di gioco e di avventura. Altri, forse per rassicurare i genitori a cui sono destinate le fotografie, mostrano del cibo o assumono atteggiamenti di chi compie una piacevole scampagnata in montagna.
Un altro episodio tragico è quello del seminarista quattordicenne Rolando Rivi, proclamato beato il 5 ottobre 2013 dalla Chiesa Cattolica.
Rolando Rivi apparteneva ad una famiglia di contadini di San Valentino di Castellarano paese ai margini del territorio della repubblica partigiana. Era seminarista nel seminario di Marola nell'Appennino reggiano, che era stato chiuso per la guerra, tornato a casa portava sempre ugualmente l'abito talare allora in uso anche per i giovani seminaristi, nonostante, visti i tempi, qualcuno lo sconsigliasse, e si ritirava di buon mattino a studiare nei margini del bosco vicino a casa, mentre i suoi congiunti erano al lavoro nei campi. Il pomeriggio del 10 aprile 1945, a pochi giorni dalla fine della guerra, Rolando sparì, sul tavolo di casa un solo biglietto di un partigiano "Rolando è con noi", ma Rolando non fece più ritorno. I genitori accompagnati dal parroco dopo pochi giorni andarono a cercarlo e ricostruirono il cammino percorso dal ragazzo fino alle Piane di Monchio dove il seminarista, accusato dai partigiani di fare la spia per i fascisti, era stato "processato" sommariamente, poi costretto a cavarsi la fossa, quindi chiese di recitare una preghiera, terminata la quale fu ucciso con un colpo alla tempia ed uno al cuore.

### I rapporti con gli Alleati
L'esistenza della zona libera con la possibilità di sabotaggi e attacchi partigiani alle vie di comunicazione verso la Toscana sollecitò interesse nei comandi militari italiani del sud e negli Alleati. Vennero paracadutati nel territorio della repubblica degli ufficiali inglesi, uno rimase nel Modenese, uno nel Reggiano ed un altro che si trasferì nel Parmense per i contatti col comando alleato. Da parte italiana si progettò di inviare nel territorio libero un battaglione di paracadutisti già pronto ad essere inviato in combattimento con una forza di 40 ufficiali e 480 fra soldati e sottufficiali col compito di sostenere i partigiani nelle azioni di sabotaggio e attacchi alle strade di comunicazione sì da impedire la eventuale ritirata delle truppe tedesche e le distruzioni che avrebbero effettuato i tedeschi nell'arretramento.
Il 26 luglio è paracadutato un ufficiale del battaglione, nella notte del 30 luglio giungono sei soldati radiotelegrafisti e vengono lanciati l'armamento pesante e le dotazioni del reparto. Intanto nella zona di Frassinoro viene costruita una pista d'atterraggio per l'arrivo del battaglione, già pronto all'aeroporto di Brindisi, fissato per la notte del 2 agosto. L'inizio del grande rastrellamento tedesco fa però interrompere l'operazione che viene poi annullata. La coincidenza fra l'attacco dei tedeschi e il previsto sbarco dei paracadutisti ha fatto sorgere il dubbio che i tedeschi fossero venuti a conoscenza del progetto.
Nel periodo di durata della repubblica partigiana non si ebbero importanti scontri militari, ma soprattutto azioni dei partigiani volte ad impedire il transito dei reparti tedeschi lungo le vie verso la Toscana e attacchi dei tedeschi per tenere libere queste strade di comunicazione o per saggiare le possibilità di difesa dei partigiani. Il comando tedesco propose un "patto di non aggressione" che prevedeva da parte dei partigiani l'impegno di non ostacolare il passaggio dei reparti tedeschi e da parte dei tedeschi l'impegno di non effettuare azioni di rastrellamento nel territorio della repubblica partigiana. Questo patto fu rifiutato dal comando partigiano, ma, con l'avvicinarsi degli Alleati al crinale appenninico, si rese necessario per i tedeschi rendere sicura la strada delle Radici.
Grazie a questa strada era infatti possibile mantenere collegamenti diretti fra la Pianura Padana e la Garfagnana, dove le truppe tedesche avrebbero dovuto resistere all'avanzata delle formazioni degli Alleati, ma questa strada attraversa i comuni di Montefiorino e Frassinoro in mano ai partigiani e il comando tedesco decise allora il 30 giugno 1944 di iniziare un duro rastrellamento con largo impiego di mezzi e uomini puntando con colonne militari provenienti da diverse direzioni di accerchiare il corpo d'armata partigiano. I partigiani inizialmente si opposero e si ebbero alcuni scontri con perdite di uomini, dopo i quali però fu inevitabile constatare che non avrebbero potuto far fronte ad un'offensiva così massiccia e il comando ordinò lo sganciamento del corpo d'armata e l'abbandono delle posizioni occupate. Alcune brigate si dispersero, altre oltrepassarono il crinale appenninico e raggiunsero le truppe della V Armata americana che le accolse utilizzandole variamente anche, come avvenne per la divisione Armando in combattimenti.

### La fine della repubblica
Dopo quarantacinque giorni dalla sua nascita si concludeva il periodo della Repubblica di Montefiorino. I tedeschi occuparono subito Montefiorino e diedero alle fiamme il paese, che nel frattempo era stato precipitosamente abbandonato dagli abitanti corsi a rifugiarsi nelle frazioni del comune o in pianura da parenti. La Rocca continuò con le sue fiamme ad illuminare per alcuni giorni le notti delle vallate sottostanti.
La stessa sorte fu riservata ai paesi di Piandelagotti, Villa Minozzo, Gombola e Toano, tutti dati alle fiamme. Molti civili furono catturati e poi deportati al campo di Fossoli e da qui in Germania.
Dopo i primi di agosto si provvide a riorganizzare le forze partigiane disperse, si ricostituìrono le giunte e si formò il Comitato di Liberazione Nazionale della montagna.
Dopo la fine della guerra sia Ricci che Gorrieri si dedicarono alla politica, il primo nel Partito Comunista, il secondo nella Democrazia Cristiana e furono entrambi eletti nel Parlamento.
Mario Ricci (Armando) fu anche eletto sindaco del maggiore comune della montagna modenese Pavullo nel Frignano. I suoi oppositori politici, attaccandolo in un suo punto debole, divulgarono suoi presunti o reali strafalcioni pronunciati nei suoi discorsi e l'onorevole Armando finì per questo sul giornale umoristico "Candido" diretto da Giovanni Guareschi impegnato con le sue vignette e le sue famose storie di Don Camillo e Peppone nella lotta politica contro i comunisti.
In effetti Armando, pur non in possesso di grande cultura, ha dimostrato oltre ad essere un coraggioso partigiano, di avere capacità organizzative e di comando ed essere dotato di notevole carisma personale.
Ermanno Gorrieri oltre che alla politica, si dedicò agli studi sociali producendo diverse pubblicazioni in merito. Facente parte della corrente di sinistra della Democrazia Cristiana pochi anni prima di morire fondò il movimento politico dei Cristiani Sociali. Sulle vicende della Repubblica di Montefiorino si possono consultare il libro sull'argomento di Ermanno Gorrieri, numerose pubblicazioni dell'Istituto Storico della Resistenza di Modena.
Il Comune di Montefiorino ha aperto nella Rocca ricostruita il Museo della Resistenza, che offre diversi materiali documentari.

### Dopo la guerra
Va osservato che l'opera di convincimento politico indetta dal comando partigiano ebbe successo: nonostante il naturale risentimento di alcuni che ebbero anche distrutta dai tedeschi la loro abitazione quando i partigiani abbandonarono il paese, a Montefiorino alle elezioni amministrative tenute nel dopoguerra vinse il partito comunista, contrariamente a quanto avvenne in quasi tutti i comuni dell'Appennino modenese ed era avvenuto a Montefiorino nelle ultime elezioni del 1919 prima dell'avvento fascista in cui stravinse il partito popolare. Fu confermato sindaco il partigiano Teofilo Fontana che era stato già eletto a tale carica dalla giunta popolare nel periodo della repubblica partigiana.
Al comune di Montefiorino è stata conferita la medaglia d'oro al valore della Resistenza.

## Il Museo
Il Museo della Repubblica di Montefiorino, il cui fine dichiarato dall'architetto progettista Giovanni Leoni è quello di
"ricordare e non di celebrare..., lasciando emergere il racconto storico offrendogli un supporto discreto, la pagina su cui scrivere"
come recita in una breve pubblicazione illustrativa dell'Assessorato al Turismo della Provincia di Modena Itinerari della Resistenza. Dal Museo di Montefiorino al Parco di Santa Giulia. Il Museo nella stessa sua sede, restituita nelle sale che lo ospitano alla struttura originaria e nelle finestre che si affacciano sulle valli, offre una documentazione tangibile di questa storia.
Ricco di materiali diversi, il museo, col percorso attraverso le sale della rocca medievale che ospitano in successione cronologica vari momenti della lotta partigiana, fornisce un quadro completo delle vicende cui è dedicato. 
Oltre a materiali cartacei e fotografici, il Museo offre in videoregistrazione testimonianze dirette di protagonisti dei fatti cui è dedicato, oggetti dell'epoca, un plastico in terracotta del territorio della Repubblica, un diorama con scene di combattimento o di vita quotidiana dei partigiani. Un ampliamento recente del museo ha permesso di mostrare fra l'altro schizzi, bozzetti tridimensionali, disposizioni di allestimento, dichiarazioni d'intenti dei quattordici artisti dei monoliti del "Memorial Santa Giulia- Sculture per la Resistenza" all'ingresso del Parco di Santa Giulia.
È un'interessante raccolta che illustra i percorsi operativi dei diversi scultori.